# Iglesia de San Juan Pablo II (Keflavík)
La Iglesia de San Juan Pablo II también llamada Parroquia de San Juan Pablo II (en islandés: Kirkja St. Jóhannesar Páls II) es el nombre que recibe un edificio religioso que pertenece a la Iglesia católica y se ubica en Keilisvegi 775, en la localidad de Keflavík, Sudurnes (Península del Sur) en el país europeo de Islandia.
El templo sigue el rito romano y esta bajo la jurisdicción de la diócesis católica de Reikiavík  (Dioecesis Reykiavikensis) con sede en la capital de Islandia. Como su nombre lo indica, fue dedicada a la memoria de Juan Pablo II, que fue declarado Santo el 27 de abril de 2014 por el papa Francisco.
Debido a la composición de la congregación el templo ofrece misas en islandés y en polaco.